# إيزابيلا شنيكوفا
إيزابيلا شنيكوفا (بالبلغارية: Изабелла Шиникова)‏ مواليد 25 أكتوبر 1991 في صوفيا، هي لاعبة كرة مضرب بلغارية بدأت مسيرتها كمحترفة سنة 2009 تلعب باليد اليمنى وتحتل حالياً المرتبة رقم. 242 (21 مارس 2016) في تصنيف رابطة محترفات كرة المضرب. أعلى تصنيف لها في الفردي كان المركز الـ 242 في سنة 2016. أعلى تصنيف لها في الزوجي كان المركز الـ 242 في سنة 2012.

## روابط خارجية
- إيزابيلا شنيكوفا على موقع رابطة محترفات التنس (الإنجليزية)
- إيزابيلا شنيكوفا على موقع الاتحاد الدولي لكرة المضرب (الإنجليزية)
- إيزابيلا شنيكوفا على موقع كأس بيلي جين كينغ (الإنجليزية)
- إيزابيلا شنيكوفا على موقع خلاصة التنس.كوم (الإنجليزية)
- إيزابيلا شنيكوفا على موقع إي إس بي إن.كوم (الإنجليزية)